# Brienen (Kleef)
Brienen is een ortsteil van de Duitse stad Kleef (deelstaat Noordrijn-Westfalen). Op 31 december 2015 telde Brienen 333 inwoners op een oppervlakte van 2,14 km². Brienen ligt ter rechterzijde van de plek waar het Spoykanaal bij Wardhausen in de Oude Rijn stroomt (in het Duits Griethauser Altrhein geheten, een van de vele vertakkingen van de Duitse Rijn). Aan de oever van de Oude Rijn ligt een kleine jachthaven, waar zich de roeivereniging van Kleef bevindt en de drijvende aanlegpier van de Klever Segelgemeinschaft.
Tijdens de middeleeuwen en de vroegmoderne tijd maakte Brienen deel uit van het ambt Kleverhamm.
De plaats beschikt niet meer, zoals in veel andere plaatsen in de gemeente Kleef wel het geval is, over een oude kerk. Een in de middeleeuwen gebouwde kerk (het oudste bericht daarover stamt uit 1280) werd bij het hoogwater van 13 januari 1809 door de Rijn weggespoeld. De bekende Duitse schrijver-dichter Johann Wolfgang von Goethe doet hiervan kond in zijn ballade over Johanna Sebus, een zeventienjarige inwoonster van Brienen die tijdens deze waterramp haar moeder het leven redde maar zelf het leven liet toen zij nog meer mensen te hulp schoot. Een monument ter ere van haar herinnert hier nog aan.
Aan het einde van de Tweede Wereldoorlog had Brienen hevig te lijden onder de in februari 1945 gevoerde Slag om het Reichswald.

## Afbeeldingen

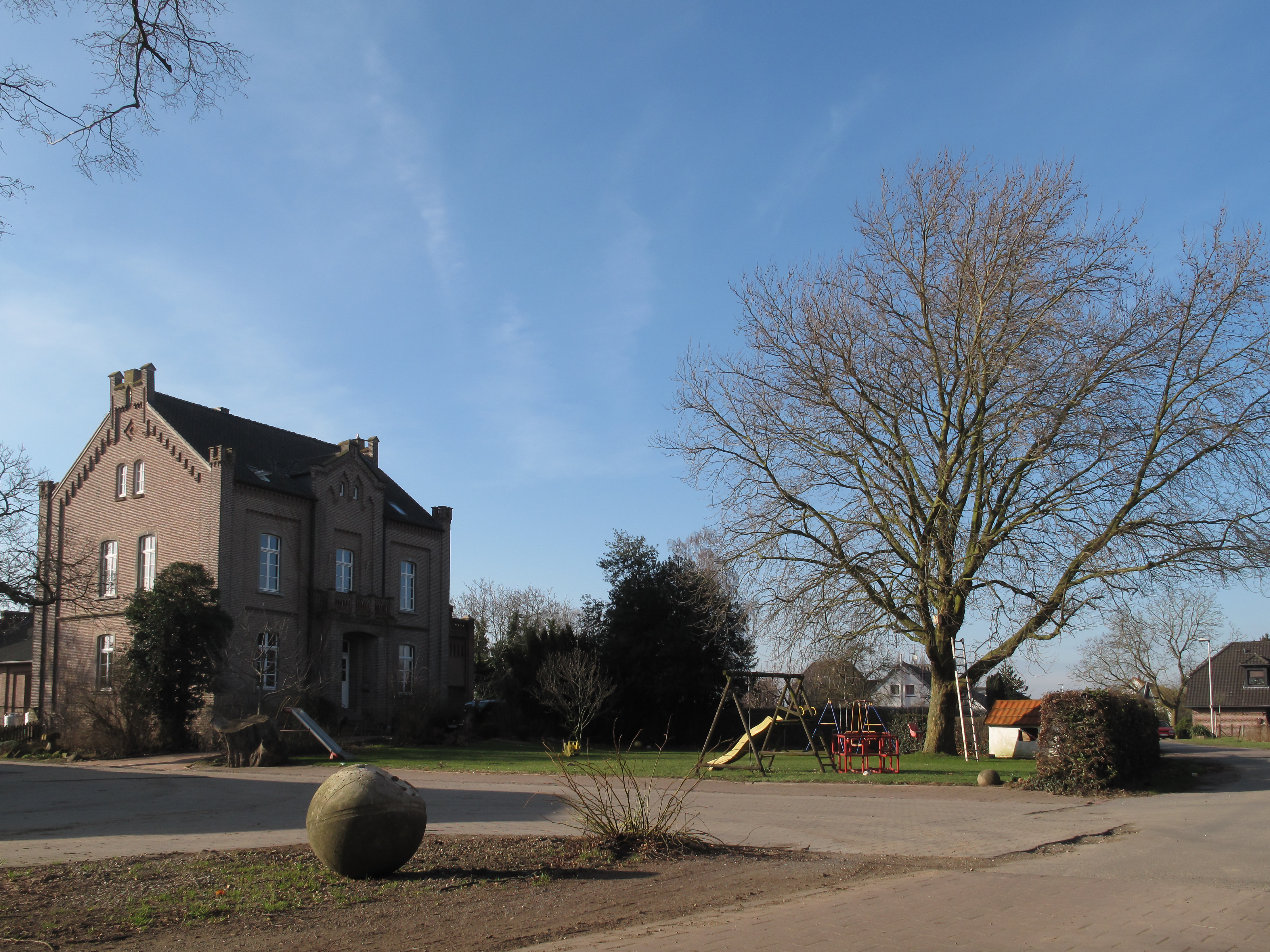
Heerboerderij aan de Lüps’sche Straße
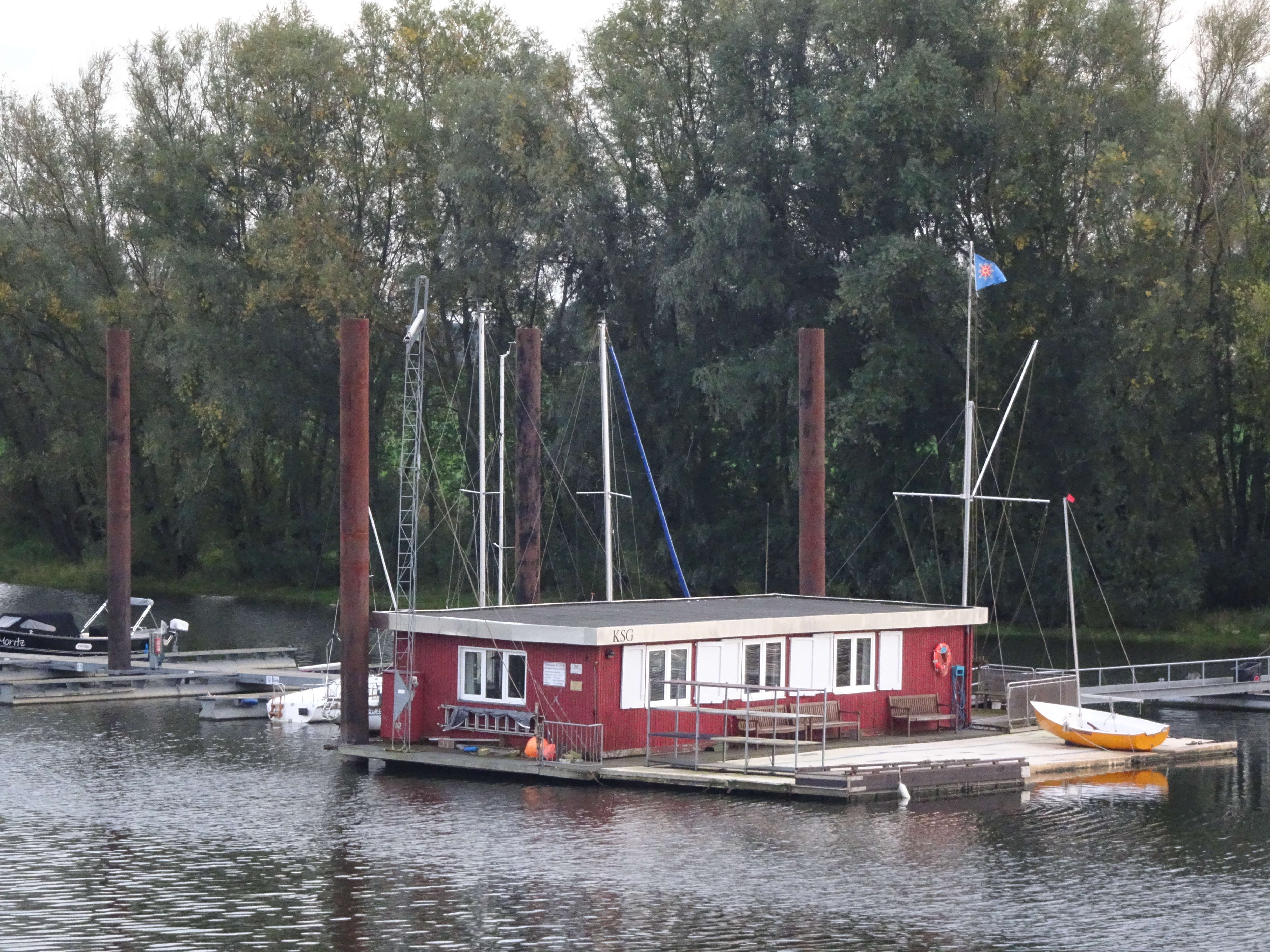
Griethauser Altrhein met drijvende aanlegsteiger van KSG
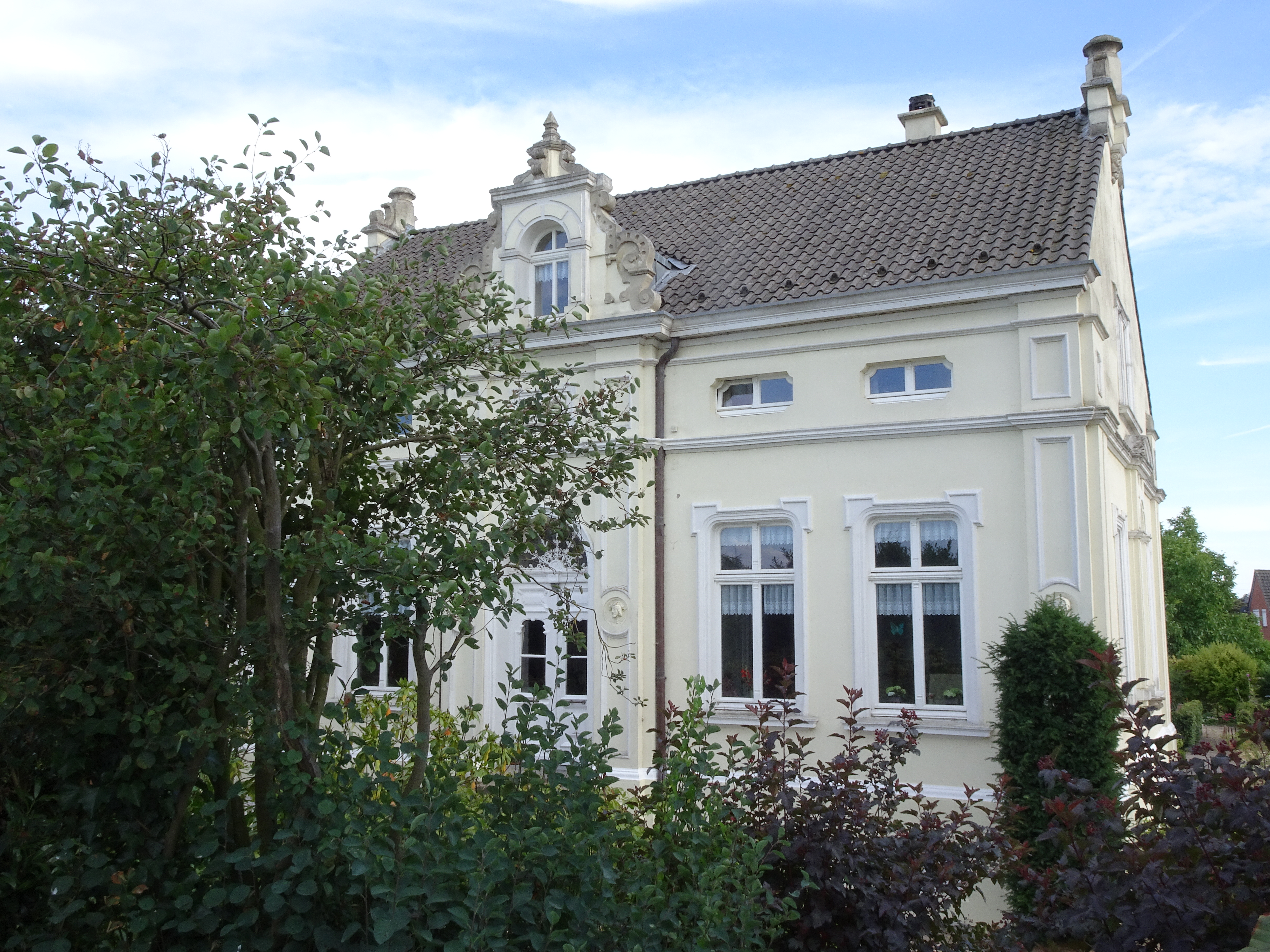
Boerderijvilla Am alten Rhein